# Campionati del mondo di ciclismo su strada 2021 - Gara in linea maschile Elite
La gara in linea maschile Elite dei Campionati del mondo di ciclismo su strada 2021 si svolse il 26 settembre 2021 su un percorso di 268,3 km, con partenza da Anversa e arrivo a Lovanio, nelle Fiandre in Belgio. La vittoria fu appannaggio al francese Julian Alaphilippe, il quale ha completato il percorso in 5h56'34", alla media di 45,147 km/h, precedendo l'olandese Dylan van Baarle e il danese Michael Valgren.

## Squadre e corridori partecipanti
Il numero di partecipanti per paese è determinato da criteri stabiliti dall'Unione Ciclistica Internazionale (UCI), che tiene conto del ranking mondiale UCI per paese del 17 agosto 2021. La distribuzione è la seguente: 8 partecipanti per le prime 10 nazioni classificate, 6 partecipanti per le nazioni classificate da 11 a 20, 4 partecipanti per le nazioni classificate da 21 a 30 e 1 partecipante per le nazioni classificate da 31 a 50. Il campione in carica Julian Alaphilippe, nonché il campione olimpico Richard Carapaz ed il campione africano Ryan Gibbons possono prendere parte all'evento in aggiunta alla quota assegnata alla propria nazione.
| N.      | Cod. | Squadra       |
| ------- | ---- | ------------- |
| 1-9     | FRA  | Francia       |
| 10-17   | BEL  | Belgio        |
| 18-25   | SVN  | Slovenia      |
| 26-33   | ITA  | Italia        |
| 34-41   | GBR  | Regno Unito   |
| 42-49   | NLD  | Paesi Bassi   |
| 50-57   | DNK  | Danimarca     |
| 58-65   | ESP  | Spagna        |
| 66-73   | AUS  | Australia     |
| 74-81   | COL  | Colombia      |
| 82-87   | GER  | Germania      |
| 88-93   | CHE  | Svizzera      |
| 94-98   | PRT  | Portogallo    |
| 99-104  | NOR  | Norvegia      |
| 105-110 | ECU  | Ecuador       |
| 111-116 | RUS  | Russia        |
| 117-122 | POL  | Polonia       |
| 123-128 | USA  | Stati Uniti   |
| 129-134 | CAN  | Canada        |
| 135-138 | AUT  | Austria       |
| 139-142 | NZL  | Nuova Zelanda |
| 144-146 | IRL  | Irlanda       |
| 147-150 | ZAF  | Sudafrica     |

| N.      | Cod. | Squadra     |
| ------- | ---- | ----------- |
| 151-154 | EST  | Estonia     |
| 155-158 | KAZ  | Kazakistan  |
| 159-162 | SVK  | Slovacchia  |
| 163-166 | ERI  | Eritrea     |
| 167-170 | CZE  | Rep. Ceca   |
| 171-174 | UKR  | Ucraina     |
| 175-178 | LAT  | Lettonia    |
| 179-180 | SWE  | Svezia      |
| 181     | PAN  | Panama      |
| 182-183 | LUX  | Lussemburgo |
| 184     | HUN  | Ungheria    |
| 185     | BLR  | Bielorussia |
| 186     | ROU  | Romania     |
| 187     | LTU  | Lituania    |
| 188     | GRC  | Grecia      |
| 189     | MEX  | Messico     |
| 190     | THA  | Tailandia   |
| 191     | MNG  | Mongolia    |
| 192     | URU  | Uruguay     |
| 193     | VEN  | Venezuela   |
| 194     | ALB  | Albania     |
| 195     | JPN  | Giappone    |

## Ordine d'arrivo (Top 10)
| Pos. | Corridore            | Squadra       | Tempo    |
| ---- | -------------------- | ------------- | -------- |
| 1    | Julian Alaphilippe   | Francia       | 5h56'34" |
| 2    | Dylan van Baarle     | Paesi Bassi   | a 32"    |
| 3    | Michael Valgren      | Danimarca     | s.t.     |
| 4    | Jasper Stuyven       | Belgio        | s.t.     |
| 5    | Neilson Powless      | Stati Uniti   | s.t.     |
| 6    | Thomas Pidcock       | Gran Bretagna | a 49"    |
| 7    | Zdeněk Štybar        | Rep. Ceca     | a 1'06"  |
| 8    | Mathieu van der Poel | Paesi Bassi   | a 1'18"  |
| 9    | Florian Sénéchal     | Francia       | s.t.     |
| 10   | Sonny Colbrelli      | Italia        | s.t.     |